# 2007年ロシア下院選挙
2007年ロシア下院選挙（にせんななねんロシアかいんせんきょ）は、ロシア連邦議会の下院（国家院、Gosudarstvennaya Duma、定数450議席）の選挙。2007年12月2日投開票。

## 特徴
この選挙は、8年の任期を約半年残したウラジーミル・プーチン大統領にとって事実上の信任投票を意味する。プーチン与党である統一ロシアが憲法改正可能な全議席の3分の2以上の議席を獲得した上で、議席をどの程度上積みできるかが焦点とされた。
従来の小選挙区比例代表並立制が廃止され、完全比例代表制（政党名簿比例代表）に選挙制度が変更された。また、阻止条項も従来の5パーセントから7パーセントに上昇され、プーチン政権に対して批判的な野党にとっては議席獲得が非常に困難なものになった(ヤブロコや右派勢力同盟といったロシアの野党勢力は、運営路線などを巡って対立を続けており、ただでさえ少ない支持層の奪い合いとなっている)。従来の政治ブロック（政党連合）の結成は禁止され、投票における全政党に反対という投票行動も廃止された。
ロシア時間は、UTC+2からUTC+12の時間帯に11の標準時を持ち、国内10時間の時差があるため、極東地方から投票が行われる。投票は日本時間の12月3日午前3時まで行われる。

## 有資格政党
当初、選挙前に選挙に参加する資格を有する政党は、15政党あった。2007年9月13日に、ロシアの愛国者とロシア再生党は選挙協定を締結したため、14の政党がロシア中央選挙管理委員会に立候補者名簿を提出した。このうち、緑の党に対して名簿に疑義があるとしてこれを受理せず、さらにロシア平和統一党、人民同盟に対しても選挙戦への参加を認可せず、結局、中央選挙管理委員会によって下院選挙に参加が許可された政党は、以下の11政党となった。
1. ロシア農業党
2. 市民勢力
3. ロシア民主党
4. ロシア連邦共産党
5. 右派勢力同盟
6. ロシア社会正義党
7. ロシア自由民主党
8. 公正ロシア
9. ロシアの愛国者
10. 統一ロシア
11. ヤブロコ

## 選挙結果
投票率は62パーセントで、前回2003年下院選挙より6ポイント上昇した。
選挙期間中、旅券の発行やロシア連邦政府の妨害によって欧州安全保障協力機構（OSCE）が選挙監視団の派遣を断念するなど国際監視団の規模は大幅に縮小され選挙の公正さには疑問が残った。選挙後、ロシア連邦共産党やヤブロコ、右派勢力同盟など野党勢力はプーチン政権による大規模な不正投票や開票操作があったと指摘した。
2007年12月2日 ロシア下院選挙結果
| 政党                                                                   | 政党                                                                   | 得票数     | %     | 議席 |
| ---------------------------------------------------------------------- | ---------------------------------------------------------------------- | ---------- | ----- | ---- |
| 統一ロシア Edinaya Rossiya                                             | 統一ロシア Edinaya Rossiya                                             | 44,714,241 | 64.30 | 315  |
| ロシア連邦共産党 Kommunističeskaya Partiya Rossiyskoy Federacii        | ロシア連邦共産党 Kommunističeskaya Partiya Rossiyskoy Federacii        | 8,046,886  | 11.57 | 57   |
| ロシア自由民主党 Liberal'no-demokratičeskaya Partiya Rossii            | ロシア自由民主党 Liberal'no-demokratičeskaya Partiya Rossii            | 5,660,823  | 8.14  | 40   |
| 公正ロシア Spravedlivaya Rossiya                                       | 公正ロシア Spravedlivaya Rossiya                                       | 5,383,639  | 7.74  | 38   |
| ロシア農業党 Agrarnaya Partiya Rossii                                  | ロシア農業党 Agrarnaya Partiya Rossii                                  | 1,600,234  | 2.3   | 0    |
| ロシア民主党 "ヤブロコ" Rossiyskaya Demokratičeskaya Partiya "Yabloko" | ロシア民主党 "ヤブロコ" Rossiyskaya Demokratičeskaya Partiya "Yabloko" | 1,108,985  | 1.59  | 0    |
| 市民勢力 Grazhdanskaya Sila                                            | 市民勢力 Grazhdanskaya Sila                                            | 733,604    | 1.05  | 0    |
| 右派勢力同盟 Soyuz Pravych Sil                                         | 右派勢力同盟 Soyuz Pravych Sil                                         | 669,444    | 0.96  | 0    |
| ロシアの愛国者 Patrioty Rossii                                         | ロシアの愛国者 Patrioty Rossii                                         | 615,417    | 0.89  | 0    |
| ロシア社会正義党 Rossiyskaya Partiya Spravedlivosti                    | ロシア社会正義党 Rossiyskaya Partiya Spravedlivosti                    | 154,083    | 0.22  | 0    |
| ロシア民主党 Demokratičeskaya Partiya Rossii                           | ロシア民主党 Demokratičeskaya Partiya Rossii                           | 89,780     | 0.13  | 0    |
| 有効投票総数                                                           | 有効投票総数                                                           | 68,777,136 | 98.91 | –    |
| 無効票                                                                 | 無効票                                                                 | 759,929    | 1.09  | –    |
| 合計                                                                   | 合計                                                                   |            | 100   | 450  |
| 出典: ロシア中央選挙管理委員会                                         |                                                                        |            |       |      |